# Jeff The Killer (personaje)
Jeff the Killer es un personaje de terror ficticio y un meme creepypasta que ganó popularidad tras las publicaciones del usuario de DeviantArt "Sesseur" en Newgrounds. Jeff se representa con la piel blanca pálida, resultado de quemaduras graves, sin párpados y con una cicatriz permanente en forma de sonrisa.

## Descripción
La verdadera historia de Jeff the Killer fue creada por el usuario de DeviantArt "Sesseur", seudónimo de Jeff Case. Sesseur comenzó a publicar en Newgrounds en 2008 bajo el alias "killerjeff". En la historia original, Jeff, llamado inicialmente Jeffrey C. Hodek, "derramó por accidente un balde de ácido en su cara mientras intentaba limpiar su bañera".
La versión más famosa de la historia de Jeff the Killer, fue escrita en 2011 por un usuario apodado "GameFuelTV", narra la vida de un adolescente llamado Jeffrey Woods. Es atacado por un grupo de abusones y su hermano Liu asume la culpa, siendo enviado a un reformatorio. Esto impacta a Jeff, quien se vuelve depresivo e introvertido. En una fiesta, se enfrenta a sus acosadores y los mata, pero sufre serias quemaduras al ser rociado con alcohol y prendido fuego. Al salir del hospital, se horroriza por su desfiguración, se hace una cicatriz sonriente, se quita los párpados y mata a su familia, convirtiéndose en un asesino en serie que susurra "Vete a dormir".

## Historia
Jeff the Killer ganó popularidad luego de una serie de publicaciones del usuario de DeviantArt "Sesseur", seudónimo de Jeff Case de Auburndale, Florida, en Newgrounds. En las primeras publicaciones, Jeff the Killer era el personaje principal de un juego similar al Bloody Mary. Más tarde, evolucionó a una versión más humanizada. Sesseur afirmó que no creó la historia que se publicó más tarde en Creepypasta Wiki en 2011, sino que fue escrita por un fan de su trabajo anterior.
La historia creció en popularidad a medida que los usuarios la ampliaron y contribuyeron a su tradición. Una incorporación notable fue el personaje Jane the Killer, creado como contraparte femenina de Jeff the Killer. En la versión más aceptada de su historia, Jane era vecina de Jeff antes de su transformación en un asesino en serie, y su familia se convirtió en sus víctimas. Jeff también desfiguró a Jane, dejándola con piel pálida y ojos negros. Más tarde, se descubrió una familia asesinada con una carta dejada por Jane, en la que revelaba que mataba a sus víctimas porque las veía como Jeff. También manifestó su intención de encontrarlo y matarlo. A diferencia del infame eslogan de Jeff, "Ve a dormir", la frase característica de Jane es: "No te duermas. No despertarás". Si bien a Jane se la suele retratar como un personaje compasivo en busca de venganza, muchas versiones de la historia también la representan asesinando a personas inocentes. Algunos fanáticos imaginan un enfrentamiento entre Jeff y Jane similar a Freddy vs. Jason. Otros han especulado sobre una conexión romántica entre ambos, aunque esta interpretación generalmente se considera inconsistente con su historia de fondo establecida.

### Apuñalamiento y tiroteo en Urbana
El 6 de abril de 2017, Donovan Nicholas, de 14 años, apuñaló, disparó y asesinó a Heidi Taylor, la novia de su padre, en Urbana, Ohio. Taylor recibió aproximadamente 60 puñaladas antes de ser disparada en la frente.
Durante una llamada al 911, Nicholas, con voz temblorosa, dijo que una personalidad alternativa llamada "Jeff", inspirada en Jeff the Killer, había tomado control y realizado el ataque. Investigadores hallaron que Nicholas se había disfrazado de Jeff, vistiendo ropa negra y cortándose la boca. Los fiscales afirmaron que emboscó a Taylor, llamándola antes de atacar y, a pesar de sus intentos de escapar, Nicholas disparó el tiro fatal.
En junio de 2019, poco después de cumplir 16 años, fue declarado culpable como adulto de asesinato agravado y recibió cadena perpetua, con derecho a libertad condicional después de 28 años. Los fiscales dijeron que Nicholas, movido por resentimiento y fantasías violentas, cometió el asesinato tras el reclamo de Taylor sobre su teléfono por enviar mensajes sexuales a una novia de otro estado.
Mientras que el abogado de Nicholas, Darrell Heckman, afirmó que su cliente sufría de trastorno de identidad disociativo (TID) y requería tratamiento en el sistema juvenil, el fiscal del condado de Champaign, Kevin Talebi, desestimó el reclamo de personalidad alternativa como excusa. Múltiples evaluaciones psicológicas encontraron que Nicholas estaba legalmente cuerdo. Sin embargo, dos psicólogos reconocieron que tenía problemas de salud mental, incluida depresión y autolesiones, aunque el diagnóstico exacto sigue siendo incierto.
La familia de Taylor quedó devastada por la pérdida. Su hija, Alyssa Nicholas, la describió como su "mejor amiga" y una abuela devota. Su hijo, Todd Taylor, expresó dudas sobre las afirmaciones de Nicholas sobre su salud mental, pero luchó para afrontar las consecuencias del asesinato.
En su sentencia en julio de 2019, Nicholas expresó remordimiento y afirmó que quería tratamiento. En conversaciones con familiares desde la prisión, supuestamente se disculpó repetidamente por sus acciones.
El 9 de julio de 2023, la Corte Suprema de Ohio dictaminó anular la condena de Donovan Nicholas en el tribunal de adultos, citando una decisión discrecional errónea del tribunal de menores que había vinculado su caso al tribunal de adultos. Esta decisión resultó en la liberación de Nicholas.

## Origen de la imagen
Un artículo de 2013 afirmó que la imagen original de Jeff the Killer era una fotografía editada de una niña que según se informa, se suicidó en el otoño de 2008 debido a ciberbullying sobre su apariencia. Sin embargo, en 2018, los usuarios del tablero /x/ (Paranormal) de 4chan realizaron una investigación exhaustiva y desmintieron este rumor. Descubriendo así que las primeras publicaciones conocidas de la imagen utilizada en el creepypasta de Jeff the Killer aparecieron en el sitio web de imágenes japonés pya.cc, en septiembre y noviembre de 2005. Sin embargo, no se ha encontrado la imagen original.